# Weber (Washington)
Weber az Amerikai Egyesült Államok északnyugati részén, Washington állam Adams megyéjében elhelyezkedő önkormányzat nélküli település.
Weber postahivatala 1902 és 1930 között működött. A település névadója Jacob Weber telepes.

## Fordítás
- Ez a szócikk részben vagy egészben  a   Weber, Washington című angol Wikipédia-szócikk ezen változatának fordításán alapul.  Az eredeti cikk szerkesztőit annak laptörténete sorolja fel. Ez a jelzés csupán a megfogalmazás eredetét és a szerzői jogokat jelzi, nem szolgál a cikkben szereplő információk forrásmegjelöléseként.